# Johnny Jordaanplein

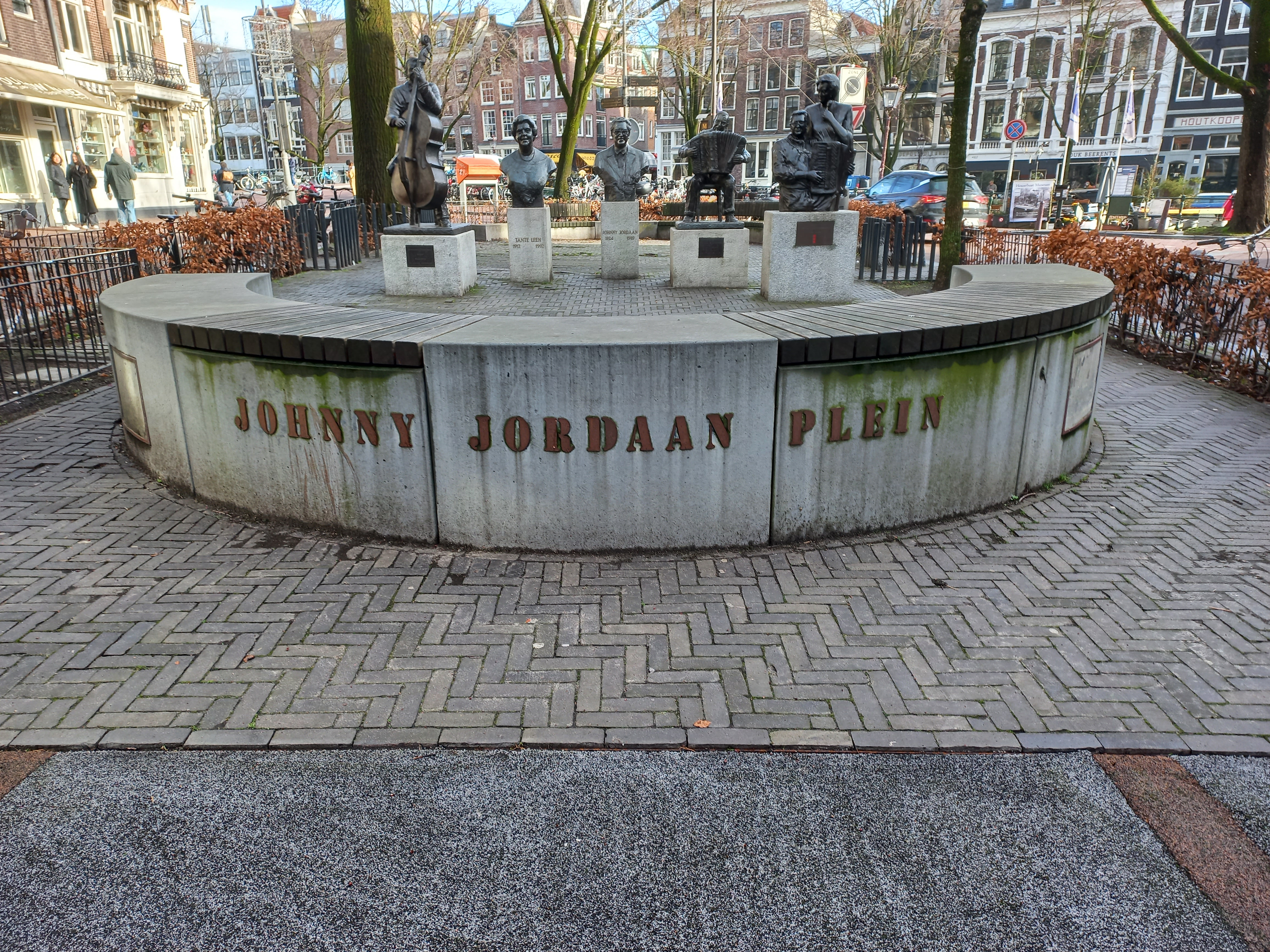
Johnny Jordaanplein (2024)

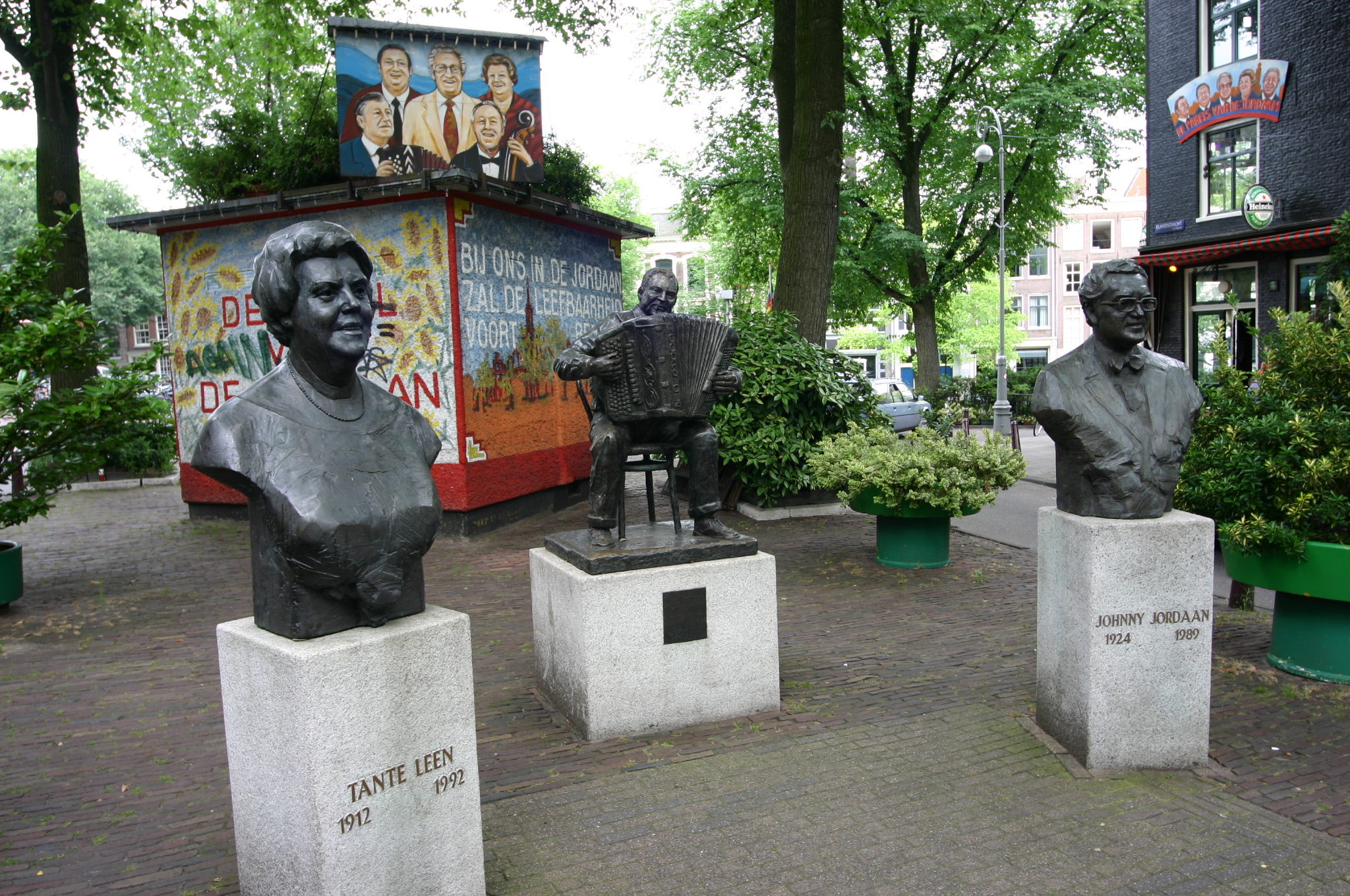
Het Johnny Jordaanplein, voor de herinrichting (2006)

Het Johnny Jordaanplein is het eerste gedeelte van de straat met middenterrein Elandsgracht in Amsterdam, aan de kant van de Prinsengracht in de wijk de Jordaan. Het werd in de jaren '70 aangelegd als witkarstation. Toen het experiment werd afgeblazen verloederde de plek.

## Naamgeving
Na de dood van Johnny Jordaan in 1989 werd geld ingezameld voor een standbeeld. Bij de onthulling van het beeld van beeldhouwer Kees Verkade in 1991 op de kop van de Elandsgracht begon een actie om dit stukje straat naar de zanger van het Jordaanlied te noemen. Deze gedachte zorgde ervoor de het plein in de volksoverlevering haar naam kreeg. Het niet officieel vastleggen van de naam leidde er in 1994 toe dat er discussie ontstond tussen twee volksbuurten. De Jordaan wilde het plein handhaven waar het lag, de Staatsliedenbuurt wilde (een deel van) het Frederik Hendrikplein omdopen in de J. Jordaanrotonde. De ene buurt hanteerde het principe dat de zanger toch typisch Jordaans was, de andere stelde dat hij zijn laatste levensjaren aan het plein had doorgebracht.  De discussie bloedde langzaam dood.   
Tegen het advies van de straatnamencommissie besloten  B & W eind 1995 een verzoek tot definitieve tenaamstelling te honoreren, in de Jordaan, en korte tijd later werd het "pleintje" door wethouder Guusje ter Horst omgedoopt tot het Johnny Jordaanplein, ook al werd dat nooit in een raadsbesluit vastgelegd. Dat was mogelijk omdat er geen adressen/huisnummers aan het plein gepland werden; het plein is (mede daardoor) niet vastgelegd in de Basisadministratie Adressen en Gebouwen (BAG).

## Beeldentuin
Na plaatsing van het beeld van Johnny Jordaan volgde al snel het beeld van Tante Leen, eveneens van Verkade. In de loop der jaren volgden nog drie beelden, zodat een volksbeeldentuin ontstond. Verkade was al overleden toen het derde beeld kwam: Johnny Meijer van Rob Cerneüs, die er anderhalf jaar aan gewerkt had. Curieus is het vijfde beeld. Duo Jan & Mien (2020) is gemaakt/ontworpen door Dominic Grant (Keith Purdie), beter bekend als zanger van Grant & Forsyth.
Er staan vanaf 2010 dus vijf beelden van bekende Jordanese muzikanten:
1. Johnny Jordaan (Verkade)
2. Tante Leen (onthuld in 1994, Verkade))
3. Johnny Meyer (1997, Cerneüs),
4. Manke Nelis (onthuld in 2005, Cerneüs)
5. Bolle Jan & Mien Froger (2010, Purdie)

Alle beelden zijn gesigneerd. Er gingen stemmen op ook een beeld van Willy Alberti en Koos Alberts te plaatsen, maar dit werd nooit (gegevens 2024) gerealiseerd..

Afbeeldingen
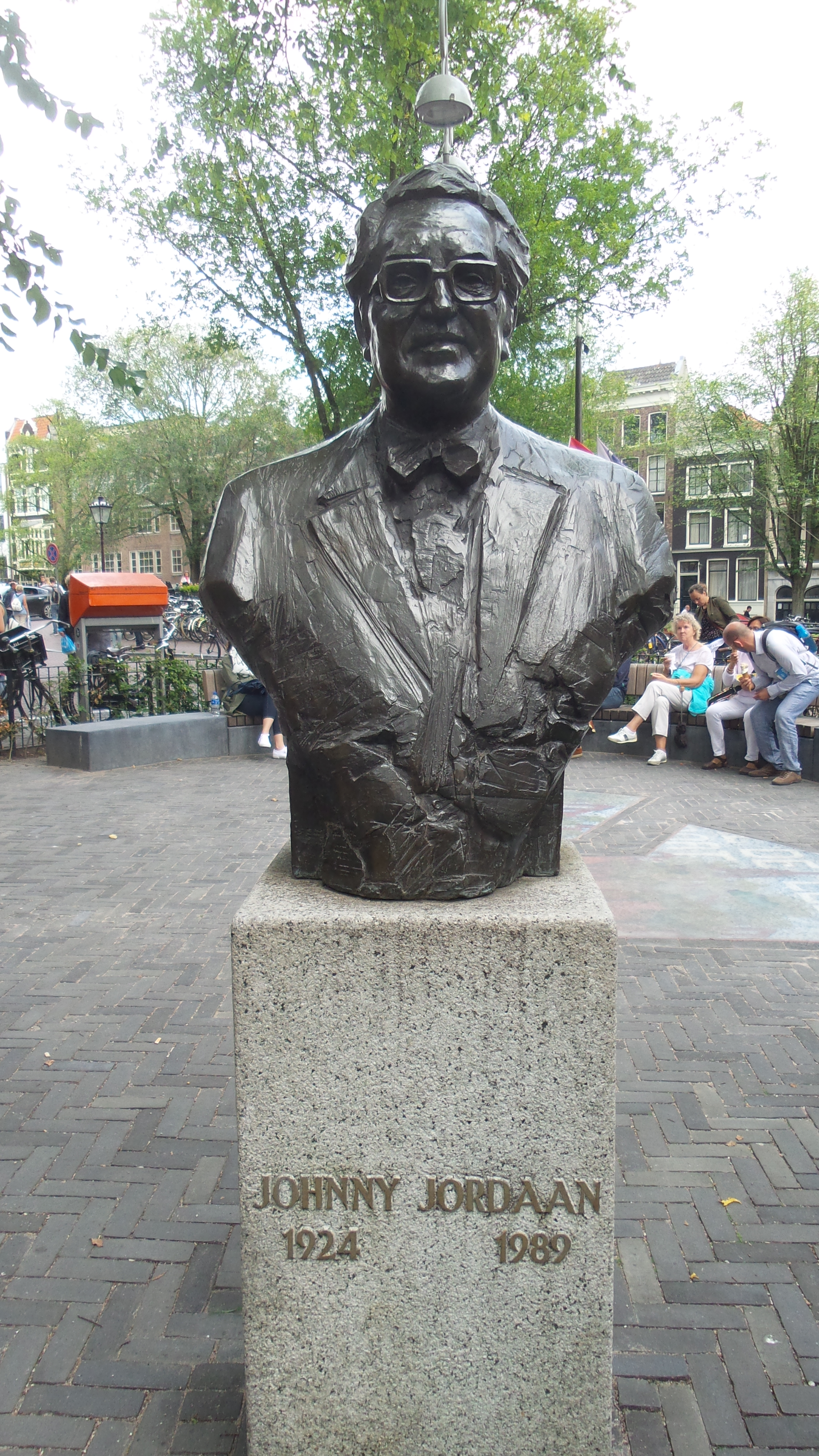
Johnny Jordaan
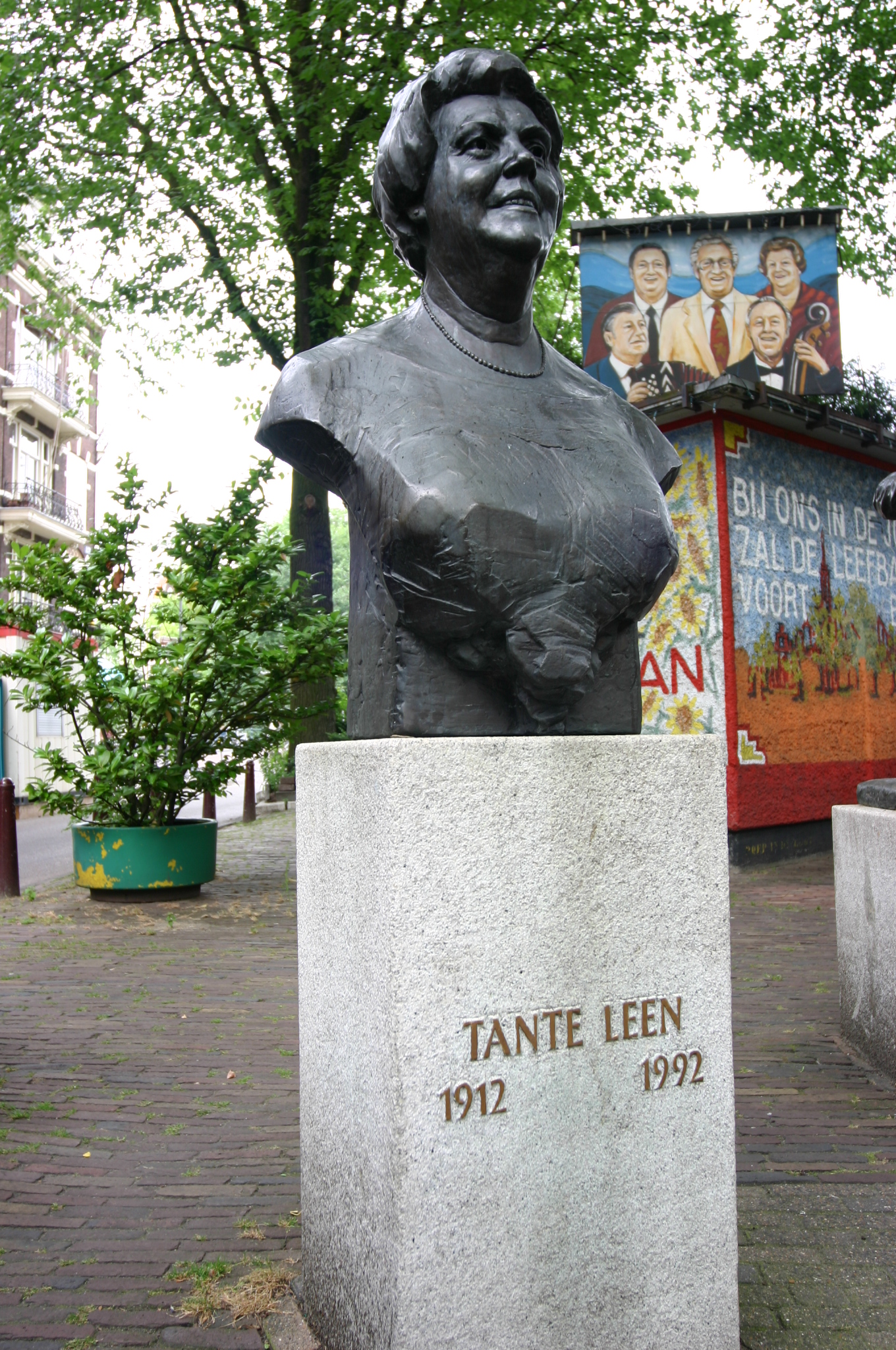
Tante Leen
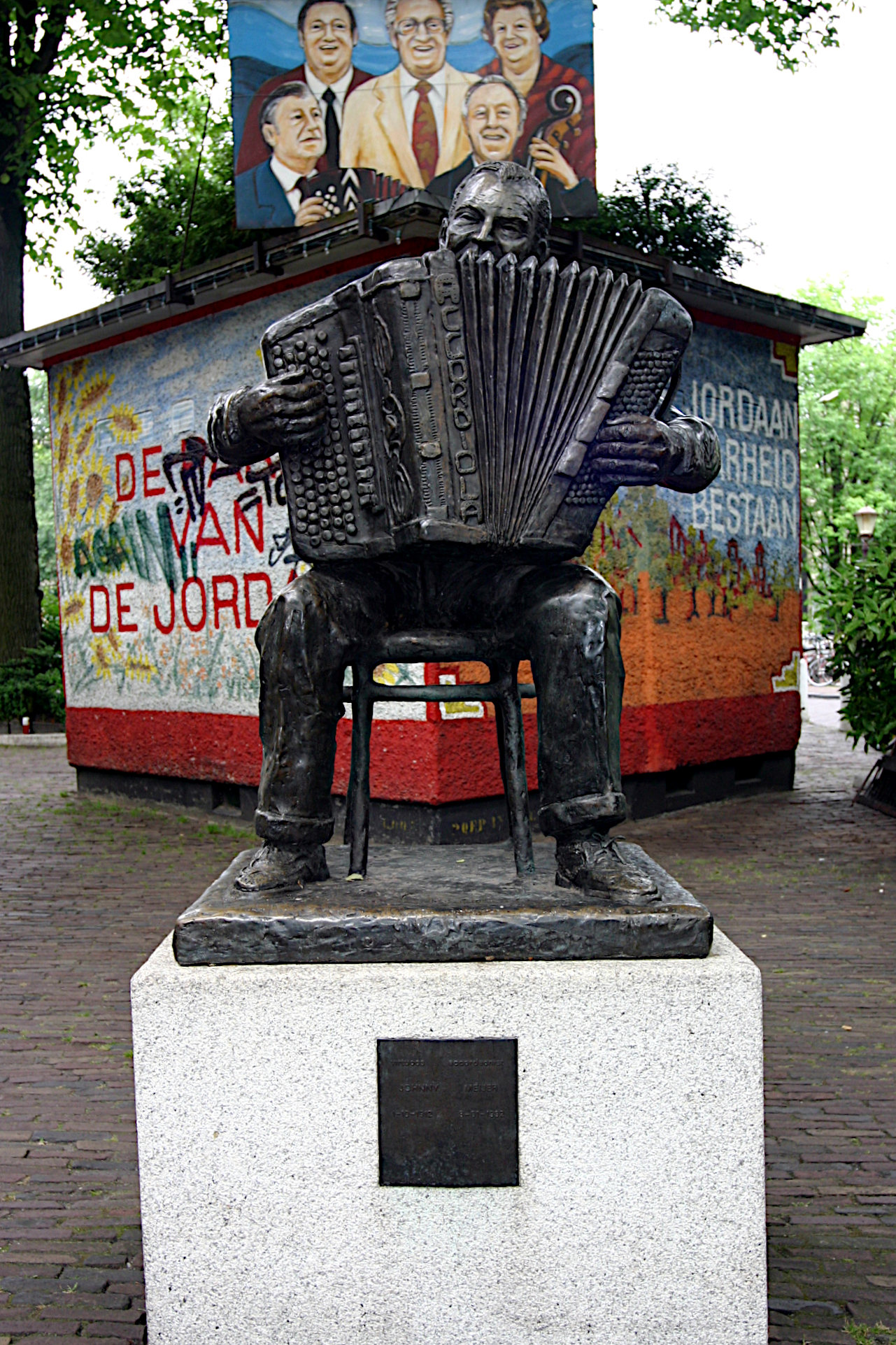
Johnny Meijer
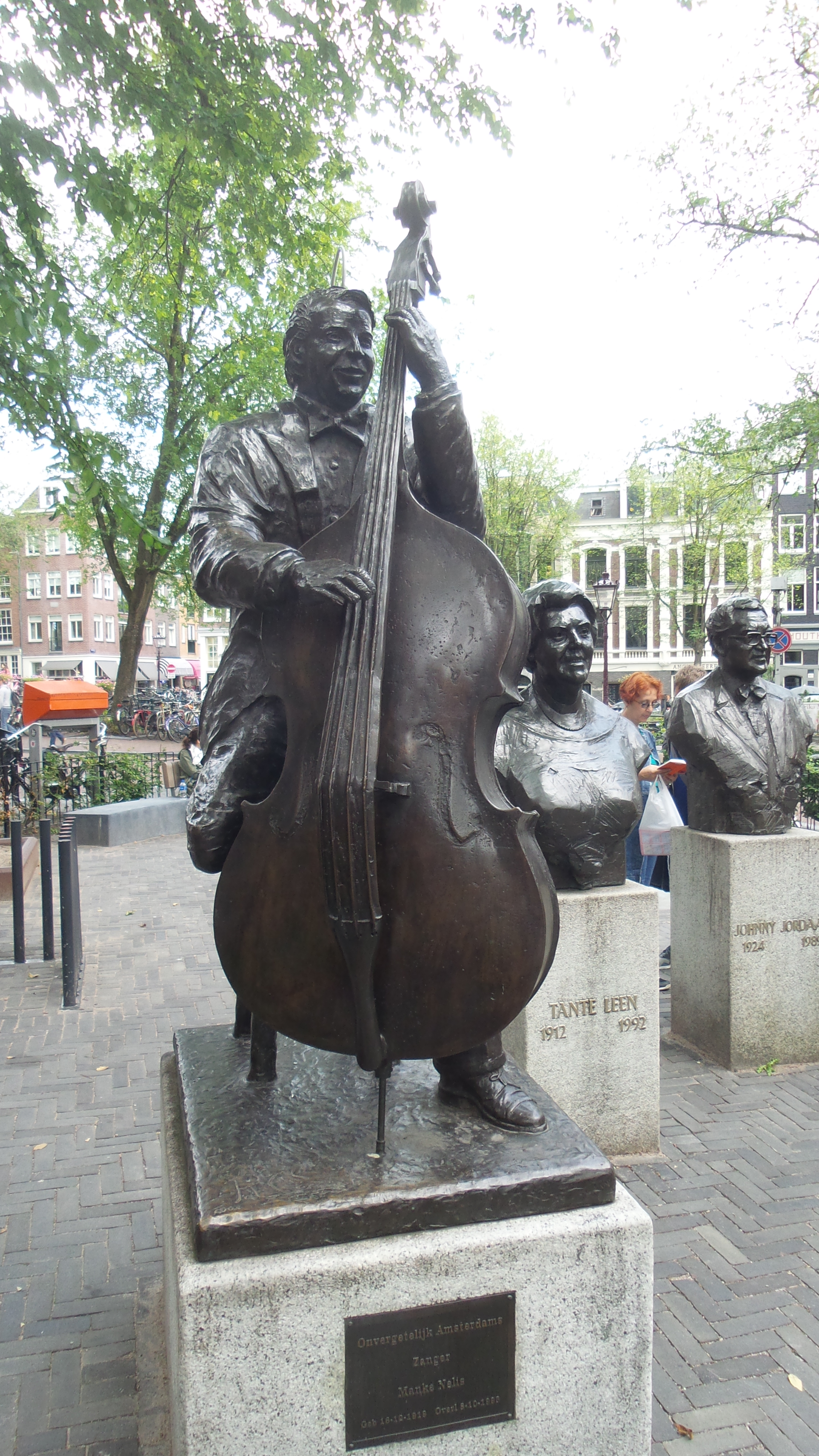
Manke Nelis
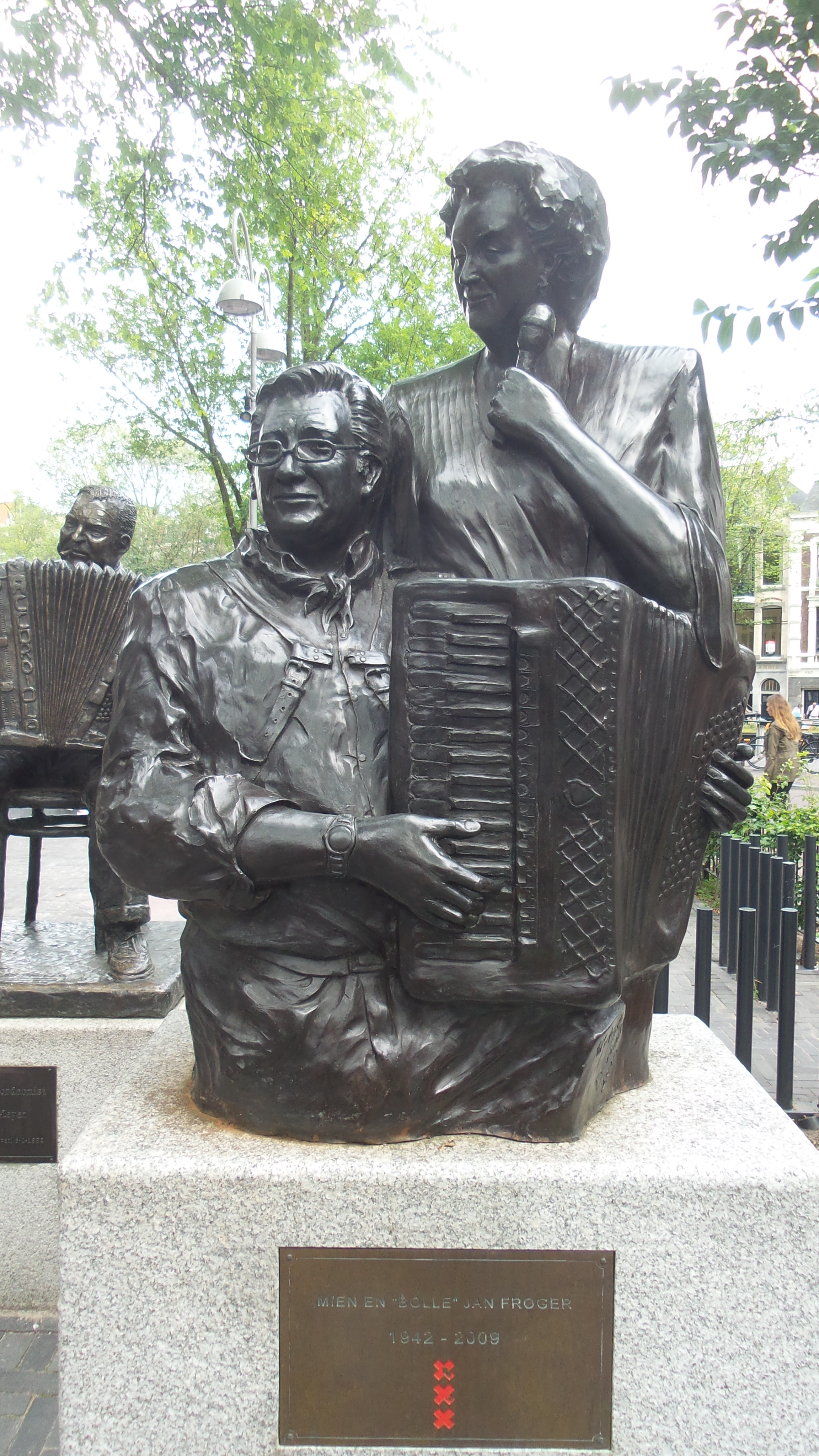
Tante Mien & Bolle Jan
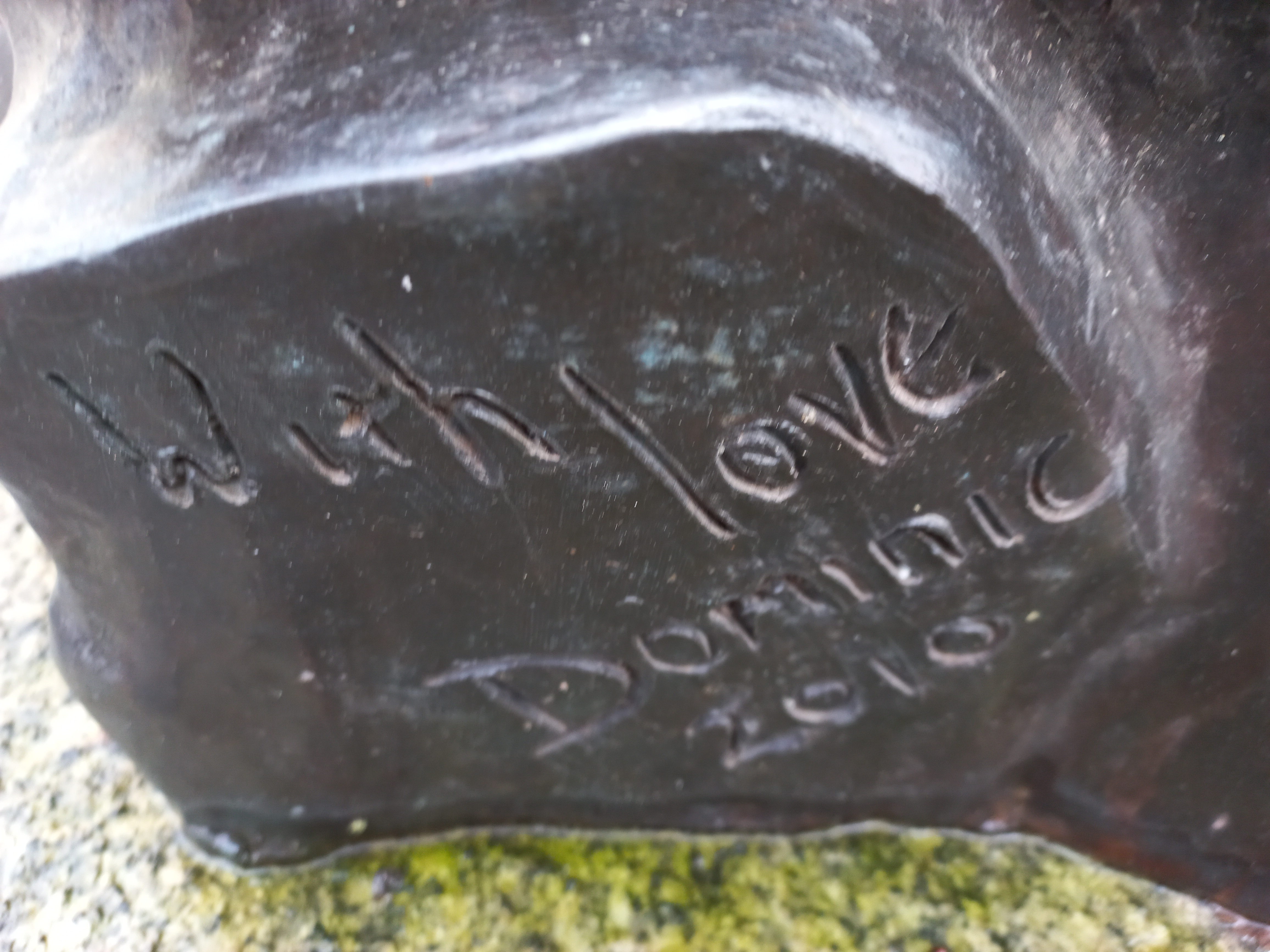
Signatuur van Dominic